# Asistencia Asesoría y Administración
Asistencia Asesoría y Administración (AAA) er en mexicansk wrestlingorganisation, der er kendt for wrestlingstilen lucha libre. AAA har siden 1992 afholdt en række pay-per-view-shows i Mexico såvel som USA og Japan. Organisationen er kendt for sine besynderlige gimmicks og wrestlere og har desuden de senere år udviklet en mere ekstrem form for wrestling. AAA har tidligere arbejdet tæt sammen med flere amerikanske wrestlingorganisationer, heriblandt World Championship Wrestling (WCW), World Wrestling Entertainment (WWE) og Total Nonstop Action Wrestling (TNA) og har i øjeblikket et tæt samarbejde med Ring of Honor (ROH). 
| Sport | Spire Denne artikel om sport er en spire som bør udbygges. Du er velkommen til at hjælpe Wikipedia ved at udvide den. |